# ماتيو قاي
ماتيو قاي (بالفرنسية: Mathieu Guy)‏ (3 يناير 1983 بتولوز في فرنسا - ) هو لاعب كرة قدم فرنسي في مركز الدفاع. لعب مع نادي أميين وSR Colmar ‏ وToulouse Fontaines Club ‏ وAS Illzach Modenheim ‏ وUS Lesquin ‏.

## وصلات خارجية
- ماتيو قاي على موقع قاعدة بيانات كرة القدم.إي يو (الإنجليزية)